# Deep Insight
Deep Insight ist eine finnische Alternative-Rock-Band, die 2002 von den Freunden Jukka Nikunen und Johannes Ylinen gegründet wurde.

## Geschichte
Vervollständigt wurde die Band von den Cousins Kaj und Joachim Kiviniemi. Im selben Jahr erschien die EP Julia. 2003 veröffentlichten sie ihr Debütalbum Ivory Tower und bewarben es auf einer Europatournee. Kaj Kiviniemi wurde durch Miska Holopainen am Bass ersetzt.
2004 kam mit dem zweiten Album Red Lights, White Lines der neue Schlagzeuger Ville Kinaret als Ersatz für den ausgestiegenen Joachim Kiviniemi hinzu. Der Song Hurricane Season schaffte es für eine Woche auf den Platz 1 der finnischen Single-Charts.
2005 spielten sie unter anderem in Deutschland als Vorgruppe für The Rasmus auf deren „Hide From The Sun“-Tour.
Bassist Miska Holopainen verließ die Band im Juni 2006 und wurde durch Jore Rantalainen ersetzt. Im darauf folgenden Oktober wurde das Album One Minute Too Late veröffentlicht.
Im Jahr 2009 stieß Tero Roininen zu der Band und im Verlauf des Jahres gewannen Deep Insight den MTV Europe Music Award als bester finnischer Act und waren zusätzlich in der Kategorie bester europäischer Act nominiert.

## Diskografie

### Alben
- 2002: Julia (EP)
- 2003: Ivory Tower
- 2004: Red Lights, White Lines (Re-Release 2005)
- 2006: One Minute Too Late
- 2009: Sucker for Love

### Singles
- 2003: Zebras on the Wall
- 2004: Itch
- 2005: Hurricane Season
- 2006: New Day
- 2009: Rock with My Band; Dangerous, It Kills Me (Radio Single)
- 2010: Let Me Go (Radio Single)